# ويليام ك. ناكامورا
ويليام ك. ناكامورا (بالإنجليزية: William Nakamura)‏ هو عسكري أمريكي، ولد في 21 يناير 1922 في سياتل في الولايات المتحدة، وتوفي في 4 يوليو 1944 في Castellina Marittima ‏ في إيطاليا.